# Jidōka
Der japanische Begriff Jidōka (jap. 自働化) geht auf ein Wortspiel Taiichi Ōnos zurück, der im Begriff Jidoka (自動化 für Automation) dem darin enthaltenen Wort für Bewegung (動) das Personenradikal 人 mit der Bedeutung „Mensch“ hinzufügte. Im Kern geht es bei Jidōka darum, dass der Mensch bei der Schaffung seiner Maschinen immer auch die Möglichkeit integriert, sich selbst einbringen zu können.
Zwar existiert eine Reihe von Übersetzungen des Begriffs ins Deutsche. Im völligen Gegensatz zu Onos Intention wirken diese jedoch oftmals überhöht oder sind gar unverständlich. Hierzu zählen Begriffe wie „Autonomation“ (für autonome Automation), „intelligente Automation“ oder „Automation mit menschlichem Touch“.
Bei dieser Art von Automation werden einige Überwachungsfunktionen durch Menschen in Maschinen integriert, statt ihnen nur Produktionsfunktionen zuzuordnen. Bei Toyota bedeutet das zum Beispiel, dass im Falle der Feststellung einer Anomalie die Maschinen von selbst stoppen. Dann stoppt der zuständige Arbeiter die Produktionslinie, um dann die Ursache des Fehlers zu ermitteln. Jidōka ist somit Teil des Prozesses der Qualitätskontrolle.
Bei Jidōka werden folgende Schritte durchlaufen:
1. Anomalie wird festgestellt
2. Maschinenstopp
3. Problembehebung
4. Grundursache des Problems finden und Gegenmaßnahmen implementieren

Jidōka zielt dabei darauf ab Produktionsfehler zu vermeiden, Überproduktion zu verhindern und ein grundlegendes Verständnis für auftretende Probleme zu erarbeiten, um sie weitläufig zu verhindern.

## Geschichte
Das Jidōka-Prinzip ist neben dem Just-in-time-Prinzip die zweite tragende Säule im Toyota-Produktionssystem. Die Grundidee beruht auf der Erfindung eines selbsttätig reagierenden Webstuhls des japanischen Gründers der Toyota Motor Company Toyoda Sakichi (1867–1930). Wenn einer der Kett- und Schussfäden zerriss, stoppte dieser Webstuhl mittels eines eingebauten Maschinenteils. So wurden keine defekten Produkte mehr hergestellt.

## Ziele
Ziel ist eine hundertprozentige Kontrolle der gefertigten Materialien noch während des laufenden Produktionsprozesses und nicht erst im Nachhinein. Das Stoppen des Prozesses bei Fehlern ermöglicht eine intensive Ursachensuche der aufgetretenen Probleme und hat kurzfristig mitunter deutliche Produktivitätseinbußen zur Folge, zahlt sich jedoch langfristig durch hohe Zuverlässigkeit aus. Jidōka ist ein kosteneffizienter Zwischenschritt auf dem Weg zum Ideal einer vollständigen Automation, bei der Maschinen erkannte Fehler selbständig beseitigen sollen.

## Ablauf
Dafür werden der Maschine Komponenten und Funktionen (beispielsweise Sensoren) implementiert, die es ihr ermöglichen, Abweichungen vom Normalbetrieb selbständig zu erkennen und in gegebenen Bereichen auszuregeln. Bei Abweichungen außerhalb der Regelmöglichkeiten kann die Maschine ihren Verarbeitungsprozess stoppen und dem Mitarbeiter entsprechende Warnungen ausgeben. Dadurch kann der Mitarbeiter sich auf die Vorleistungen und solche Zwischenfälle konzentrieren. Die Herstellung von defekten Produkten wird vermieden, was zur Qualitätssteigerung beiträgt. Nach dem Vorbild von Toyota werden inzwischen bei vielen Automobilherstellern in der Montagelinie Arbeitszonen vorgesehen („Bating-zone“), in denen sofort ein Fehler behoben werden kann. Dadurch wird eine spätere Nacharbeit und die Verwirbelungen von Fertigungsreihenfolge vermieden.